# SN 2010lx
SN 2010lx – supernowa typu IIn odkryta 3 listopada 2010 roku w galaktyce A044444-2212. W momencie odkrycia miała maksymalną jasność 18,70m.